# Gáspár Kata (színművész)
Gáspár Kata (Budapest, 1987. október 27. –) magyar színésznő.

## Életpályája
Szülei Gáspár Sándor és Bánsági Ildikó színészek, bátyja Gergely (vagy Gergő) dobos. A családban nagy figyelmet fordítanak arra, hogy mindenki a saját útját járja, protekció nélkül. Gáspár Kata középiskolai tanulmányait Újpesten, a Bródy Imre Gimnázium drámatagozatán végezte.
A 2003-ban bemutatott Apám beájulna című film egyik főszereplőjeként kapta – akkor még amatőrként – első szerepét. Gyerekkorában még állatorvos, tengerbiológus vagy pedig pszichológus akart lenni, színész csak később, a filmes tapasztalat hatására. Bár válogatásokra kiskorától hívták volna, szülei addig nem engedték, amíg nem a maga akaratából ment. Érettségi után beiratkozott az esztergomi főiskola (ma Pázmány Péter Katolikus Egyetem Vitéz János Kar) kommunikáció szakára és mellette Jordán Tamás hívására a Nemzeti Színház akkor induló kétéves színészképző stúdiójába (ami később megszűnt). Első önálló színházi szerepét 2007-ben kapta Alföldi Róbert rendezőtől (Molière Tartuffe című művének előadásában, Marianne szerepének átvételével). Hét éven át játszott a Nemzeti Színházban, majd 2013-ban szabadúszó lett, s a budapesti Karinthy és a veszprémi Petőfi Színház előadásaiba is meghívást kapott. A 2011-ben alakult Itt és Most Társulat improvizációs színház tagja szinte a kezdetektől. 2013 óta a Színház- és Filmművészeti Egyetem drámainstruktor szakának hallgatója Molnár Piroska és Kocsis Gergely osztályában. 2014-től a Thália Színházban is játszott, 2015-ben pedig a Pesti Magyar Színháznál kapott szerepeket, ahol 2020-ig volt tag.
A 2000-es évek közepétől látható filmekben, – hiszen Sas Tamás felfedezettjeként több filmjében (S.O.S. szerelem!, 9 és ½ randi) is szerepet kapott, – sorozatok epizódszerepeiben és klipben, továbbá hallható szinkronhangként is. 2018 októberétől a 200 első randi című, a Viasat3 által gyártott napi sorozat címszereplője.

## Díjai, elismerései
- Főnix díj, női főszereplő (Hajnalban, délben, este – Anna, 2016)[24]
- Arany Medál díj (2021)[25]
- Televíziós Újságírók Díja – Legjobb színésznő (A renitens – Somos Renáta, 2025)

## Színházi szerepei
| \| Szerző \| A darab címe \| Bemutató dátuma \| S z í n h á z \| Játszott szerep \| \| -------------------------------------------------- \| --------------------------------- \| --------------- \| -------------------------------------------------------- \| -------------------------------------------------- \| \| Rejtő Jenő, Hamvai Kornél \| Vesztegzár a Grand hotelben \| 2008. \| Nemzeti Színház \| \| \| Petőfi Sándor, Bakonyi Károly \| János vitéz I. és János vitéz II. \| 2009. \| Nemzeti Színház \| leányok, udvaroncok, udvarhölgyek \| \| Friedrich Schiller, Forgách András \| Ármány és szerelem \| 2009. \| Nemzeti Színház, Művészetek Palotája – Fesztivál Színház \| Sophie \| \| Molière (Jean-Baptista Poquelin), Illyés Gyula \| Tudós nők \| 2009. \| Karinthy Színház \| Henriette (szerepkettőzés) \| \| Móricz Zsigmond \| Úri muri \| 2010. \| Nemzeti Színház \| Terka és cigány asszony \| \| Friedrich Schiller, Forgách András \| Ármány és szerelem \| 2010. \| Nemzeti Színház \| Sophie \| \| Závada Pál \| Magyar ünnep \| 2010. \| Nemzeti Színház Gobbi Hilda Színpad \| Geiger Márta, Imre és Vince szeretője \| \| Madách Imre \| Az ember tragédiája \| 2011. \| Nemzeti Színház \| \| \| William Shakespeare, Mohácsi István, Mohácsi János \| A velencei kalmár \| 2013. \| Nemzeti Színház \| Aragónia hercege \| \| Hedry Mária \| Tündér Míra \| 2013. \| Veszprémi Petőfi Színház Latinovits-Bujtor Játékszín \| Tündér Míra \| \| Karinthy Ferenc \| Nők \| 2013. \| Karinthy Színház \| Adri \| \| Alonso Alegría, Elbert Zsuzsanna \| Kötélen a Niagara felett \| 2014. \| Thália Színház Új Stúdió \| Carolin \| \| Arnold Wesker, Lőrinczy Attila \| A konyha \| 2015. \| Magyar Színház \| Daphne \| \| Carlo Goldoni, Török Tamara \| Chioggiai csetepaté \| 2015. \| Magyar Színház \| Checca (Francesca), fiatal lány, Libera másik húga \| \| Alonso Alegría, Elbert Zsuzsanna \| Kötélen a Niagara felett \| 2015. \| Újszínház, Latinovits-Bujtor Játékszín Veszprém \| Carolin \| \| Dario Niccodemi, Bálint Lajos \| Hajnalban, délben, este \| 2016. \| Magyar Színház \| Anna \| \| Hedry Mária \| Tündér Míra \| 2016. \| Magyar Színház \| Tündér Míra, Holnemvolt ország királyának leánya \| \| Eugene O’Neill, Vas István \| Utazás az éjszakába \| 2017. \| Pesti Magyar Színház – Kamaraszínpad \| Cathleen \| \| Jon Fosse, Deres Péter \| Alvás \| 2017. \| Pesti Magyar Színház – Vasfüggöny mögötti játéktér \| Az első fiatal nő \| \| \| \| . \| \| \| |                                   |                 |                                                          |                                                    |
| Szerző | A darab címe                      | Bemutató dátuma | S z í n h á z                                            | Játszott szerep                                    |
| Rejtő Jenő, Hamvai Kornél | Vesztegzár a Grand hotelben       | 2008.           | Nemzeti Színház                                          |                                                    |
| Petőfi Sándor, Bakonyi Károly | János vitéz I. és János vitéz II. | 2009.           | Nemzeti Színház                                          | leányok, udvaroncok, udvarhölgyek                  |
| Friedrich Schiller, Forgách András | Ármány és szerelem                | 2009.           | Nemzeti Színház, Művészetek Palotája – Fesztivál Színház | Sophie                                             |
| Molière (Jean-Baptista Poquelin), Illyés Gyula | Tudós nők                         | 2009.           | Karinthy Színház                                         | Henriette (szerepkettőzés)                         |
| Móricz Zsigmond | Úri muri                          | 2010.           | Nemzeti Színház                                          | Terka és cigány asszony                            |
| Friedrich Schiller, Forgách András | Ármány és szerelem                | 2010.           | Nemzeti Színház                                          | Sophie                                             |
| Závada Pál | Magyar ünnep                      | 2010.           | Nemzeti Színház Gobbi Hilda Színpad                      | Geiger Márta, Imre és Vince szeretője              |
| Madách Imre | Az ember tragédiája               | 2011.           | Nemzeti Színház                                          |                                                    |
| William Shakespeare, Mohácsi István, Mohácsi János | A velencei kalmár                 | 2013.           | Nemzeti Színház                                          | Aragónia hercege                                   |
| Hedry Mária | Tündér Míra                       | 2013.           | Veszprémi Petőfi Színház Latinovits-Bujtor Játékszín     | Tündér Míra                                        |
| Karinthy Ferenc | Nők                               | 2013.           | Karinthy Színház                                         | Adri                                               |
| Alonso Alegría, Elbert Zsuzsanna | Kötélen a Niagara felett          | 2014.           | Thália Színház Új Stúdió                                 | Carolin                                            |
| Arnold Wesker, Lőrinczy Attila | A konyha                          | 2015.           | Magyar Színház                                           | Daphne                                             |
| Carlo Goldoni, Török Tamara | Chioggiai csetepaté               | 2015.           | Magyar Színház                                           | Checca (Francesca), fiatal lány, Libera másik húga |
| Alonso Alegría, Elbert Zsuzsanna | Kötélen a Niagara felett          | 2015.           | Újszínház, Latinovits-Bujtor Játékszín Veszprém          | Carolin                                            |
| Dario Niccodemi, Bálint Lajos | Hajnalban, délben, este           | 2016.           | Magyar Színház                                           | Anna                                               |
| Hedry Mária | Tündér Míra                       | 2016.           | Magyar Színház                                           | Tündér Míra, Holnemvolt ország királyának leánya   |
| Eugene O’Neill, Vas István | Utazás az éjszakába               | 2017.           | Pesti Magyar Színház – Kamaraszínpad                     | Cathleen                                           |
| Jon Fosse, Deres Péter | Alvás                             | 2017.           | Pesti Magyar Színház – Vasfüggöny mögötti játéktér       | Az első fiatal nő                                  |
| |                                   | .               |                                                          |                                                    |

A Színházi adattárban nem szereplő előadások
- William Shakespeare: III. Richárd (2004, Nemzeti Színház) – [27]
- Mihail Afanaszjevics Bulgakov: A Mester és Margarita (2005, Nemzeti Színház) – [28]
- Csiky Gergely: Buborékok (2004, Nemzeti Színház) – Gizella, Solmayék gyermeke[29]
- Ödön von Horváth: Mesél a bécsi erdő (2007, Nemzeti Színház Stúdiószínpad) – második kuzin[30]
- Botho Strauß: A park (2009, Nemzeti Színház) – Felszolgáló lány[31]
- Sütő András: Egy lócsiszár virágvasárnapja (2011, Nemzeti Színház) – Antónia nővér[32]
- Kraft- az N szektor előadása (2011, Sirály)[33]
- Lanford Wilson: Kéretik elégetni (KoMod Színház, 2011/2012)[34][35]
- Jeney Zoltán: Rév Fülöp – Ádánd (Pesti Magyar Színház, 2015/2016)
- Znajkay Zsófia: Rendezői változat (felolvasószínház a Nyílt Fórum keretein belül, Pécsi Országos Színházi Találkozó, 2017)[36]

## Tévés és filmes szerepei
- Apám beájulna (vígjáték, 2003) – Szarka
- Tibor vagyok, de hódítani akarok! (vígjáték, 2006) – Tunyogi Kata, a gyermekkori barát[37]
- A Nap utcai fiúk (filmdráma, 2007) – Juli
- S.O.S. szerelem! (játékfilm, 2007) – technikus lány[38]
- Estére mindig leszáll a köd (tévéfilm, 2007) – Ditke
- 9 és ½ randi (játékfilm, 2008) – alternatív lány[38]
- Intim fejlövés (krimi-vígjáték, 2009) – Kati
- Presszó (epizódok: Hadüzenet, A szeretet ünnepe, Már megint itt van..., Film az egész világ, A férfiak dicsérete, A nyitás napja, 2008) – Kriszta
- Tűzvonalban (televíziós sorozat epizódok: A Főnix újabb repülése,[39] 2010) – Tanonc
- Bulvár (tévéfilm, 2011) – Stella
- El ángel de Budapest (spanyol tévéfilm, 2011) – Sophie
- Children of Distance: Emlékezz rám 2. klip – női főszereplő[40]
- Hacktion: Újratöltve (tévéfilmsorozat epizód: A karaktergyilkos, 2012) – Kertes Lili
- Login (játékfilm, 2013)
- Fakulás (rövidfilm, 2014)
- Tóth János (2018–2019)
- 200 első randi (2018–2019) – Luca[41]
- Tündérkert – Kísértések kora (2023) – Török Kata
- A renitens (2024–2025) – Reni

## Szinkronszerepei
- Ezer dollárt a feketére (1000 dollari sul nero, (1966): Joselita – Erika Blanc
- Az erőszak napjai (I giorni della violenza, 1967): Lizzy – Rosalba Neri
- A hajsza (La course à l'échalote, 1975): Janet – Jane Birkin
- Jackie O őrült szenvedélye (The House of Yes, 1997): Jackie-O Pascal – Parker Posey
- Rajtaütők (Command Performance, 2009): Venus – Melissa Molinaro
- Csúf szerelem (Beastly, 2011): Kendra – Mary-Kate Olsen
- Mission: Impossible – Fantom protokoll (Mission: Impossible – Ghost Protocol, 2011): Jane Carter – Paula Patton
- S.O.S. Love! – Az egymillió dolláros megbízás (S.O.S Love! The Million Dollar Contract, 2011): Zoya – Christine Kelly
- Shameless- Szégyentelek (Shameless, 2011-2021): Svetlana Yevgenivna – Isidora Goreshter
- Abraham Lincoln, a vámpírvadász (Abraham Lincoln: Vampire Hunter, 2012): Mary Todd Lincoln – Mary Elizabeth Winstead
- Gondolkozz férfiaggyal! 1, 2 (Think Like a Man, 2012; Think Like a Man Too, 2014): Mya – Meagan Good
- Jézus engem szeret! (Jesus Loves Me, 2012): Marie – Jessica Schwarz
- Boszorkányvadászok (Hansel & Gretel: Witch Hunters, 2013): Mina – Pihla Viitala
- Ne aggódj, a maffia csak nyáron öl (La mafia uccide solo d'estate, 2013): Flora – Cristiana Capotondi
- A Noble család (Nosotros los Nobles, 2013): Bárbara Noble – Karla Souza
- A texasi láncfűrészes – Az örökség (Texas Chainsaw 3D, 2013): Heather Miller – Alexandra Daddario
- Végtelen szerelem (Endless Love, 2014): Jade Butterfield – Gabriella Wilde
- Időhurok (Predestination, 2014): Leányanya – Sarah Snook
- Tini nindzsa teknőcök (Teenage Mutant Ninja Turtles, 2014) – April O’Neil[42]
- Fiorella (Muchacha italiana viene a casarse, 2014-2015): Gianna Bianchi – Ela Velden
- A lázadó (Insurgent, 2015): Beatrice 'Tris' Prior – Shailene Woodley
- Supergirl (Supergirl, 2015): Kara Danvers – Melissa Benoist
- Supergirl[43] (Supergirl, 2015): Bizarro – Melissa Benoist
- Terminator: Genisys (Terminator Genisys, 2015): Sarah Connor – Emilia Clarke
- Végre otthon! (Home, 2015): Gratuity 'Tip' Tucci – Rihanna
- Ash vs Evil Dead (2015): Heather – Samara Weaving[44]
- Gólyák (Storks 2016): Tulipan : Katie Crown
- Inferno: Dr. Sienna Brooks – Felicity Jones
- Álmodj velem! (Despertar contigo, 2016): Maia Alcalá González – Ela Velden
- Tőrbe ejtve (Knives Out, 2019): Marta Cabrera – Ana de Armas
- A barbár és a troll (The Barbarian and the Troll, 2021) – Brendar – Spencer Grammer
- League of legends – Amumu, Poppy, Teemo, Tristana
- Hatalmas kis hazugságok (Big little lies,2017): Bonnie Carlson- Zoë Kravitz